# Albert C. Greene

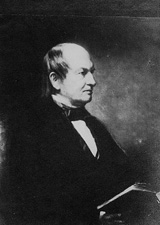
Albert C. Greene

Albert Collins Greene (* 15. April 1792 in East Greenwich, Rhode Island; † 8. Januar 1863 in Providence, Rhode Island) war ein US-amerikanischer Politiker der Whig Party, der den Bundesstaat Rhode Island im US-Senat vertrat.

## Leben
Nach dem Abschluss an der Kent Academy, einer Privatschule in seinem Heimatort East Greenwich, studierte Greene die Rechtswissenschaften, wurde 1812 in die Anwaltskammer aufgenommen und begann als Anwalt in East Greenwich zu praktizieren. Er gehörte ab 1815 dem Repräsentantenhaus von Rhode Island an, wo er zehn Jahre verblieb; dabei fungierte er zwischen 1821 und 1825 als dessen Speaker. Während dieser Zeit stieg er in der Staatsmiliz bis zum Generalmajor auf. Von 1825 bis 1843 war er als Nachfolger von Dutee Jerauld Pearce der Attorney General des Bundesstaates.
Nach einer Amtszeit im Senat von Rhode Island zwischen 1843 und 1844 wurde Greene schließlich in den US-Senat gewählt, in den er ab 4. März 1845 einzog. Nach sechsjähriger Amtszeit wurde er nicht wieder als Kandidat aufgestellt, wobei sich seine Partei, die Whigs, zu diesem Zeitpunkt im Zustand der Auflösung befand. Von 1851 bis 1852 war er noch einmal Staatssenator in Rhode Island, ehe er dort 1857 erneut dem Repräsentantenhaus angehörte. Im Anschluss zog sich Greene ins Privatleben zurück.